# Айлсборо (Мен)
Айлсборо (англ. Islesboro) — місто (англ. town) в США, в окрузі Волдо штату Мен. Населення — 583 особи (2020).

## Демографія
Згідно з переписом 2010 року, у місті мешкало 566 осіб у 270 домогосподарствах у складі 161 родини. Було 850 помешкань
Расовий склад населення:
| - 97,9 % — білих - 0,7 % — чорних або афроамериканців - 0,2 % — корінних американців - 0,2 % — азіатів |

До двох чи більше рас належало 0,5 %. Частка іспаномовних становила 0,9 % від усіх жителів.
За віковим діапазоном населення розподілялося таким чином: 17,3 % — особи молодші 18 років, 58,3 % — особи у віці 18—64 років, 24,4 % — особи у віці 65 років та старші. Медіана віку мешканця становила 52,1 року. На 100 осіб жіночої статі у місті припадало 93,2 чоловіків;  на 100 жінок у віці від 18 років та старших — 99,1 чоловіків також старших 18 років.
Середній дохід на одне домашнє господарство  становив 111 228 доларів США (медіана — 59 635), а середній дохід на одну сім'ю — 130 648 доларів (медіана — 76 346). Медіана доходів становила 52 222 долари для чоловіків та 31 875 доларів для жінок. За межею бідності перебувало 5,9 % осіб, у тому числі 3,6 % дітей у віці до 18 років та 6,5 % осіб у віці 65 років та старших.
Цивільне працевлаштоване населення становило 331 особа. Основні галузі зайнятості: освіта, охорона здоров'я та соціальна допомога — 21,8 %, науковці, спеціалісти, менеджери — 17,5 %, будівництво — 12,1 %, транспорт — 8,5 %.